# John Henry Michell
Pour les articles homonymes, voir John Michell et Michell.
John Henry Michell (26 octobre 1863 - 3 février 1940) est un mathématicien australien, professeur de mathématiques à l'université de Melbourne et spécialiste d'hydrodynamique des navires.

## Enfance et formation
Michell est le fils de John Michell (prononcé Mitchell), un mineur, et de sa femme Grace, née Rowse, et est né à Maldon, Victoria. Ses parents avaient émigré du Devonshire en 1854. Formé d'abord à Maldon, il entre au Wesley College de Melbourne (en) en 1877, où il obtient les bourses Draper et Walter Powell. En 1881, il commença les cours d'art à l'Université de Melbourne et obtint le diplôme de Bachelor of Arts à la fin de 1883. Il a eu un parcours exceptionnel, en tête de liste avec les honneurs de première classe chaque année et en remportant la bourse d'honneur finale en mathématiques et en physique.
Michell est ensuite allé à l'Université de Cambridge, a obtenu une bourse importante au Trinity College, et a été distingué senior wrangler avec trois autres dans la première partie des tripos mathématiques en 1887. Dans la deuxième partie des tripos en 1888, Michell a été placé dans la division un de la première classe,.

## Université de Melbourne
Michell reçoit le prix Smith en 1889 puis est élu membre de Trinity en 1890, mais retourne à Melbourne plus tard la même année et est nommé professeur de mathématiques à l'Université de Melbourne. Il a occupé ce poste pendant plus de 30 ans. Son travail universitaire occupait tellement de son temps qu'il lui était difficile de faire des recherches originales. Le premier de ses articles, "On the theory of free streamlines" ("Sur la théorie des lignes de courant libres"), paru dans Transactions of the Royal Society en 1890, avait attiré l'attention sur ses capacités en tant que mathématicien, et au cours des 12 années suivantes, environ 15 articles ont été rédigés dans des revues anglaises. Il a été reconnu qu'il s'agissait d'importantes contributions à la connaissance de l'hydrodynamique et de l'élasticité, et en juin 1902, il a été élu membre de la Royal Society (FRS) , à Londres. Le nombre de ses étudiants à l'Université augmenta régulièrement, mais il n'y eut pas d'augmentation correspondante du personnel pendant longtemps. Michell a poursuivi ses travaux de recherche, mais aucun d'entre eux n'a été publié. En 1923, il devint professeur de mathématiques et, obtenant une certaine augmentation de personnel, établit des cours pratiques et des travaux dirigés, améliorant ainsi considérablement l'efficacité de son département. Michell a démissionné de la chaire à la fin de 1928 et a reçu le titre de professeur-chercheur honoraire. Il décède des suites d'une courte maladie le 3 février 1940 à Camberwell. Michel ne s'est pas marié. Michell a publié The Elements of Mathematical Analysis (1937), un ouvrage substantiel en deux volumes écrit en collaboration avec Maurice Belz.

## Héritage
Michell était considéré comme un homme timide et était l'un des premiers diplômés d'une université australienne à être élu à la Royal Society. C'était un bon professeur, de bonne humeur et patient avec les étudiants, mais son cœur était vraiment dans son travail de recherche. Son aide a été librement accordée à ses amis ingénieurs pour résoudre leurs problèmes, et il a fait de nombreuses expérimentations physiques, notamment la conception et la construction de plusieurs nouvelles formes de gyroscopes. Il était continuellement au travail, et on ne sait pas pourquoi il a choisi de ne publier aucun article après 1902. La valeur de son article sur "The wave resistance of a ship" ("La résistance aux vagues d'un navire"), publié en 1898, n'a été prise en compte qu'une trentaine d'années plus tard, lorsque les concepteurs anglais et allemands ont commencé à reconnaître son importance. Le frère de Michell, Anthony Michell (en) (né en 1870) a apporté d'importantes contributions à la science mécanique, notamment le célèbre palier de butée Michell.
Au cours d'une carrière de recherche relativement courte, Michell a publié 23 articles scientifiques qui comptent parmi les contributions les plus importantes jamais apportées par un mathématicien australien. Un mini-symposium s'est tenu lors de la 3e conférence biennale sur les mathématiques et les applications techniques (EMAC '98) célébrant le centenaire de la publication du célèbre article de Michell en 1898 sur l'hydrodynamique des navires, The wave resistance of a ship, Phil. Mag. (5) 45 (1898) 106-123.
Depuis 1999, la médaille Michell est décernée par l'ANZIAM en son honneur.

## Publications
- (en) « The small deformation of curves and surfaces with applications to the vibrations of a helix and a circular ring », Messeng. Math. 19, (1890) 68-82.
- (en) « On the exhaustion of Neumann's mode of solution for the motion of solids of revolution in liquids, and similar problems », Messeng. Math. 19 (1890) 83-86.
- (en) « Vibrations of a string stretched on a surface », Messeng. Math. 19 (1890) 87-88.
- (en) « On the stability of a bent and twisted wire », Messeng. Math. 19 (1890) 181-184.
- (en) « On the theory of free stream lines », Phil. Trans. A. 181 (1890) 389-431.
- (en) « On a property of algebraic curves », Australasian Assoc. Adv. Sci. Report (1892) 257.
- (en) « On the bulging of flat plates », Australasian Assoc. Adv. Sci. Report (1892) 258.
- (en) « The highest waves in water », Phil. Mag. (5) 36 (1893) 430-437.
- (en) « A map of the complex Z-function: a condenser problem », Messeng. Math. 23 (1894) 72-78.
- (en) « The wave resistance of a ship », Phil. Mag. (5) 45 (1898) 106-123.
- (en) « On the direct determination of stress in an elastic solid, with application to the theory of plates », Proc. Lond. Math. Soc. 31 (1899) 100-124.
- (en) « The stress in a rotating lamina », Proc. Lond. Math. Soc. 31 (1899) 124-130.
- (en) « The uniform torsion and flexure of incomplete tores, with application to helical springs », Proc. Lond. Math. Soc. 31 (1899) 130-146.
- (en) « The transmission of stress across a plane of discontinuity in an isotropic elastic solid, and the potential solutions for a plane boundary », Proc. Lond. Math. Soc. 31 (1899) 183-192.
- (en) « Some elementary distributions of stress in three dimensions », Proc. Lond. Math. Soc. 32 (1900) 23-35.
- (en) « Elementary distributions of plane stress », Proc. Lond. Math. Soc. 32 (1900) 35-61.
- (en) « The stress in an aeolotropic elastic solid with an infinite plane boundary », Proc. Lond. Math. Soc. 32 (1900) 247-258.
- (en) « The stress in the web of a plate girder », Quart. J. Pure Appl. Math. 31 (1900) 377-382.
- (en) « The theory of uniformly loaded beams », Quart. J. Pure Appl. Math. 32 (1900) 28-42.
- (en) « The determination of the stress in an isotropic elastic sphere by means of intrinsic equations », Messeng. Math. n.s. 350 (1900) 16-25.
- (en) « The uniplanar stability of a rigid body », Messeng. Math. n.s. 351 (1900) 35-40.
- (en) « The inversion of plane stress », Proc. Lond. Math. Soc. 34 (1902) 134-142.
- (en) « The flexure of a circular plate », Proc. Lond. Math. Soc. 34 (1902) 223-228.
- (en) (avec M.H. Belz) « The elements of mathematical analysis » (2 vols) Macmillan 1937.